# Kronomyia incisa
Kronomyia incisa är en tvåvingeart som beskrevs av Fedotova och Vasily S. Sidorenko 2005. Kronomyia incisa ingår i släktet Kronomyia och familjen gallmyggor. Inga underarter finns listade i Catalogue of Life.